# 马林豪森
马林豪森是德国莱茵兰-普法尔茨州的一个市镇。总面积4.85平方公里，总人口490人，其中男性237人，女性253人（2011年12月31日），人口密度101人/平方公里。